# Хобарт-Хэмпден, Джордж Роберт, 5-й граф Бакингемшир
Джордж Роберт Хобарт-Хэмпден, 5-й граф Бакингемшир (англ. George Hobart-Hampden, 5th Earl of Buckinghamshire; 1 мая 1789 — 1 февраля 1849) — британский пэр и политик. Он был известен как Джордж Хобарт с 1789 по 1809 год.

## Происхождение и образование
Родился 1 мая 1789 года. Старший сын достопочтенного Джорджа Вера Хобарта (1761—1802), второй сын Джорджа Хобарта, 3-го графа Бакингемшира (1731—1804) . Его матерью была Джейн Каттанео, дочь Хораса Каттанео.
Он получил образование в Вестминстерской школе в Лондоне (1803—1807) , в Крайст-Черч в Оксфорде в 1809 году и в Линкольнс-Инн в 1810 году.

## Карьера
Лорд Бакингемшир заседал в Палате общин Великобритании от Митчелла (1812—1813) . С 1813 года — капитан Стэмфордского полка Линкольнширского ополчения .
В феврале 1816 года после смерти своего дяди, Роберта Хобарта, 4-го графа Бакингемшира (1760—1816), Джордж Хобарт унаследовал титулы 5-го графа Бакингемшира, 5-го барона Хобарта и 9-го баронета Хобарта, став членом Палаты лордов.
В 1824 году по королевскому разрешению он принял дополнительную фамилию Хэмпден, чтобы унаследовать поместья своего родственника Джона Хэмпдена-Тревора, 3-го виконта Хэмпдена (1748—1824).

## Личная жизнь
3 мая 1819 года лорд Бакингемшир женился на Энн Гловер Пигот (? — 23 мая 1878), внебрачной дочери сэра Артура Пигготта. У них не было детей .
Он умер в феврале 1849 года в возрасте 59 лет, и ему наследовал его младший брат, преподобный Огастес Эдвард Хобарт-Хэмпден (1793—1885). Леди Бакингемшир в 1854 году вторично вышла замуж за Дэвида Уилсона и умерла в мае 1878 года.